# Modrá břidlice
Modrá břidlice nebo glaukofanit nebo glaukofanová břidlice je přeměněná hornina typická pro vysokotlakou a nízkoteplotní metamorfózu, která představuje facii modrých břidlic.
Termín glaukofanit zavedl roce 1888 chorvatský geolog Mihal Kispatič. Termín modrá břidlice zavedl v roce 1962 americký geolog United States Geological Survey Edgar Bailey.

## Vznik

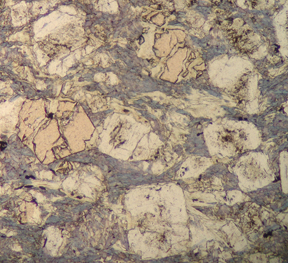
Modrá břidlice v polarizačním mikroskopu při rovnoběžných nikolech

Modré břidlice jsou příznačné pro subdukční metamorfózu, která je spojena se zánikem oceánské zemské kůry. Horniny jsou při těchto procesech vystaveny relativně nízkým teplotám v rozmezí 200–500 °C, ale střednímu až vyššímu tlaku 6–18 kbar. Tyto podmínky odpovídají hloubkám kolem 15–18 km. Jejich protolitem jsou nejčastěji mafické horniny, řidčeji i pelitické nebo křemenno-živcové horniny.
Případným pokračováním subdukce a zvýšením teploty nad 500 °C dochází ke vzniku eklogitů. Častým jevem provázejícím modré břidlice je dekomprese a nárůst teploty, což má za následek retrográdní metamorfózu do facie zelených břidlic. V nově vzniklých zelených břidlicích mohou pak být nalezeny relikty lawsonitu a glaukofánu, nebo pseudomorfózy klinozoisitu s albitem a paragonitem po lawsonitu.

## Minerální složení a vlastnosti
Nejvýznamnějším horninotvorných minerálem modrých břidlic je glaukofán, sodný amfibol s často přimíseným crossitem nebo riebeckitem. Běžnou příměsí jsou epidot, rutil, křemen a jiné. Pro modré břidlice je velmi typická asociace glaukofanitu s paragonitem, která vzniká reakcí:
- albit + chlorit + křemen → glaukofán + paragonit + voda

## Výskyt
V Českém masívu jsou modré břidlice přítomny v oblasti Krkonoš, typickou lokalitou je výskyt u Železného Brodu. Na Slovensku jsou modré břidlice poměrně vzácné. Lze je najít v příkrovu Bôrky blízko Štítnika a Hnúště, Hačavy, Bôrky, Lúčky a na vrchu Radzim.

## Využití
Modré břidlice nemají žádné významné ekonomické využití.